# Гаврилов Борис Гаврилович
Гаври́лов Бори́с Гаври́лович (*приблизно 1854, село Никифорова, Мамадиський повіт — †до 1900, Малмизький повіт) — місіонер, просвітник, етнограф.

## З життєпису
В 1873—1874 роках був командирований Казанським братством Святого Гурія в удмуртські поселення Казанської та В'ятської губерній для вивчення удмуртської мови і подальшого перекладу релігійних книг з хрещено-татарської мови на удмуртську.
Автор книг «Произведения народной словесности, обряды и поверья вотяков Казанской и Вятской губерний» (Казань, 1880), яка була удостоєна золотої медалі Російського географічного товариства, «Обряды и поверья вотяков» (Казань, 1887) та «Поверья, обряды и обычаи вотяков Мамадышского уезда Урясь-Учинского прихода» (Казань, 1891). Викладав в удмуртських школах Казанської губернії. Разом із К.Андреєвим в 1890 році організував на базі центрально-парафіяльної школи Карлиганську центральну удмуртську школу.